# باري فاولر
باري فاولر (بالإنجليزية: Barry Fuller)‏ (25 سبتمبر 1984 في المملكة المتحدة - ) هو لاعب كرة قدم بريطاني في مركز الدفاع. شارك مع منتخب إنجلترا لكرة القدم C ‏. أما مع النوادي، فقد لعب مع تشارلتون أثلتيك وستيفيناغ بوروه ونادي بارنت ونادي غيلينغهام وإيه أف سي ويمبلدون.

## وصلات خارجية
- باري فاولر على موقع قاعدة بيانات كرة القدم.إي يو (الإنجليزية)
- باري فاولر على موقع Soccerbase.com (لاعب) (الإنجليزية)